# Stadion Dr. Milan Jelić
El Stadion Dr. Milan Jelić es un estadio multiusos ubicado en la ciudad de Modriča, Bosnia y Herzegovina. El estadio inaugurado en 1962 como Stadion Maksima, fue renombrado en 2007 en honor al político y expresidente de la República Srpska el Dr. Milan Jelić fallecido ese año. El estadio cuenta con una capacidad para 8000 espectadores y está destinado principalmente para la práctica del fútbol. El club de la ciudad, el FK Modriča de la Liga Premier de Bosnia y Herzegovina, disputa aquí sus partidos como local.